# Северо-Восточная Уральская железная дорога
Северо-Восточная Уральская железная дорога — одна из железных дорог Российской империи, затем РСФСР.

## История
Основные линии дороги построены в 1914—1916 годах:
- Екатеринбург — Шарташ — Тавда,
- Алапаевск — Богданович.

В сентябре 1919 года были присоединены к Пермской железной дороге. В настоящее время в составе Свердловской железной дороги.